# Ejército del Centro (bando sublevado)
El Ejército del Centro agrupaba parte de las tropas del bando sublevado durante la guerra civil española. Fue creado el 3 de junio de 1937 guarneciendo el frente comprendido desde el Alto Tajo hasta el frente de Cáceres. Su jefe era el general de división Andrés Saliquet situando su cuartel general en Navalcarnero. Intervino en la batalla de Brunete.

## Estructura

### Orden de batalla
- I Cuerpo de Ejército.
- V Cuerpo de Ejército.
- VII Cuerpo de Ejército.

### Mandos
- Comandante en jefe: general de división Andrés Saliquet.
- Jefe de Estado Mayor: coronel de Estado Mayor Juan Quero Orozco.
- Comandante Principal de Artillería: coronel José Sánchez Gutiérrez.
- Comandante Principal del Arma de Ingenieros: coronel Víctor San Martín Losada.